# 新潟県の登録有形文化財一覧

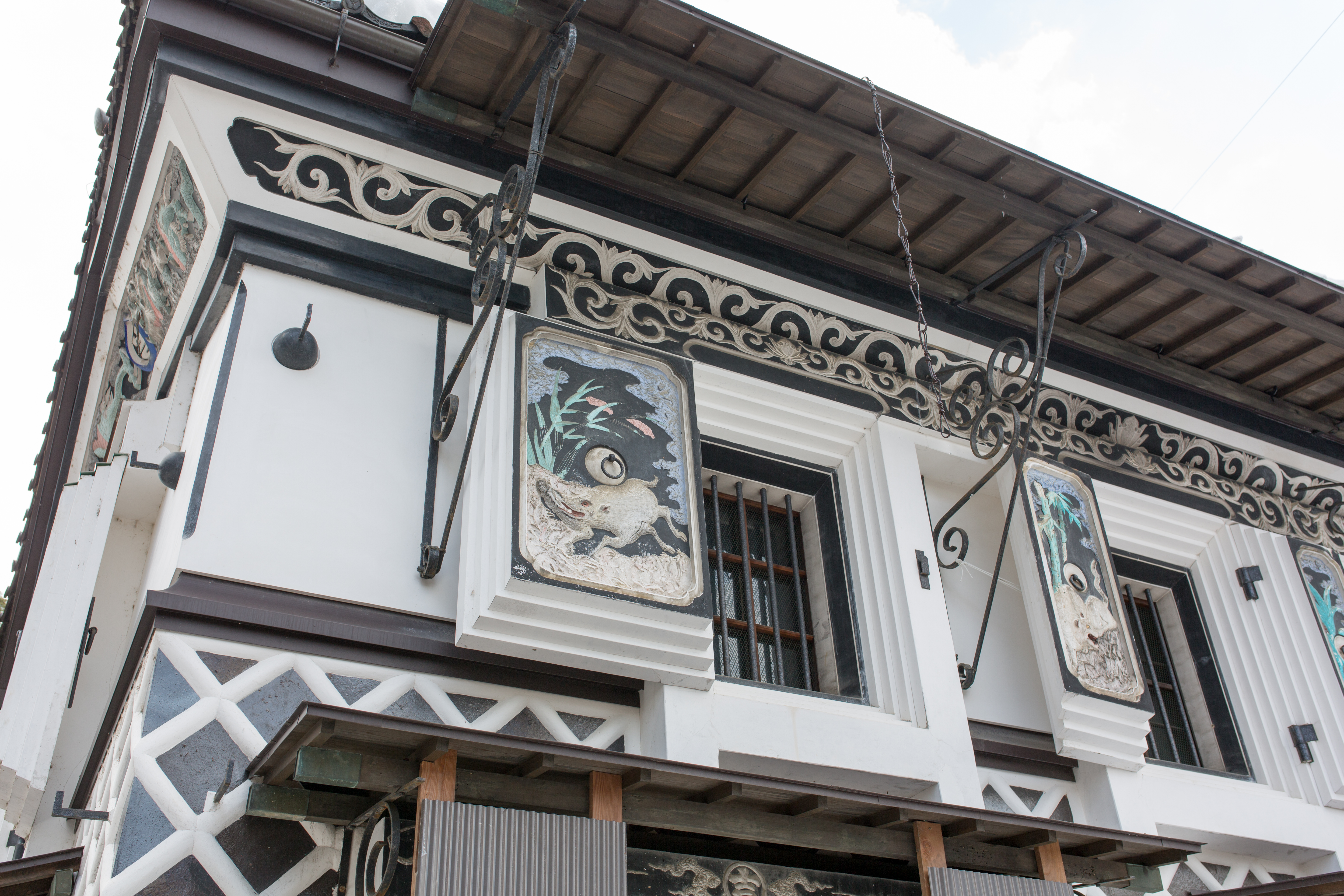
摂田屋の機那サフラン酒製造本舗土蔵

新潟県の登録有形文化財一覧（にいがたけんのとうろくゆうけいぶんかざいいちらん）は、新潟県にある登録有形文化財（国の登録）の一覧。

## 概説
新潟県内には2025年4月時点で574件の登録有形文化財がある。なお重要文化財指定の建造物は34件となっている。

## 新潟市

### 新潟市北区
- 稲荷神社神輿庫 (2008年登録)
- 稲荷神社拝殿及び幣殿 (2008年登録)
- 稲荷神社本殿 (2008年登録)
- 開市神社拝殿 (2008年登録)
- 古峯神社本殿 (2008年登録)
- 石動神社拝殿 (2008年登録)
- 石動神社本殿 (2008年登録)
- 太古山日長堂主屋 (2000年登録)
- 太古山日長堂仏蔵 (2000年登録)
- 内島見観音堂 (2007年登録)
- 内島見仁王堂 (2007年登録)

### 新潟市中央区
- 燕喜館（旧斎藤家住宅）主屋 (2000年登録)
- 旧第四銀行住吉町支店 (2005年登録)
- 行形亭九番の間 (2000年登録)
- 行形亭三番の間 (2000年登録)
- 行形亭主屋 (2000年登録)
- 行形亭寿の間・二番の間 (2000年登録)
- 行形亭中門及び塀 (2000年登録)
- 行形亭土蔵 (2000年登録)
- 行形亭湯殿 (2000年登録)
- 行形亭表門 (2000年登録)
- 行形亭裏門 (2000年登録)
- 行形亭離れ座敷 (2000年登録)
- 佐野商店店舗兼住宅 (2000年登録)
- 斎藤家住宅主屋 (2000年登録)
- 斎藤家住宅土蔵 (2000年登録)
- 小林家住宅主屋 (2006年登録)
- 新潟大学旭町学術資料展示館（旧新潟師範学校記念館） (2005年登録)
- 新潟大学医学部（旧新潟医学専門学校）表門及び煉瓦塀 (2005年登録)
- 新津記念館 (1998年登録)
- 大橋屋主屋及び土蔵 (2003年登録)
- 鍋茶屋応接室棟 (2000年登録)
- 鍋茶屋主屋 (2000年登録)
- 鍋茶屋土蔵 (2000年登録)
- 鍋茶屋表門及び外塀 (2000年登録)
- 鍋茶屋離れ座敷 (2000年登録)
- 鍋茶屋離れ土蔵 (2000年登録)
- 鍋茶屋煉瓦蔵 (2000年登録)
- 梅嶋家住宅主屋 (2017年登録)
- 北方文化博物館新潟分館主屋 (2000年登録)
- 北方文化博物館新潟分館待合 (2000年登録)
- 北方文化博物館新潟分館茶室 (2000年登録)
- 北方文化博物館新潟分館土蔵 (2000年登録)
- 北方文化博物館新潟分館表門 (2000年登録)
- 北方文化博物館新潟分館洋館 (2000年登録)
- 北方文化博物館新潟分館煉瓦塀 (2000年登録)
- 木揚場教会（2000年登録）
- 髙須家住宅主屋 （2019年登録）
  - 髙須家住宅土蔵（2019年登録）
- 旧片桐家住宅主屋（2021年登録）
  - 旧片桐家住宅土蔵（2021年登録）
- 瓢亭（旧花岡家住宅）（2023年登録）
- 旧割烹有明表棟（2024年登録）
  - 旧割烹有明中棟（2024年登録）
  - 旧割烹有明奥棟（2024年登録）

### 新潟市江南区
- 亀田町上水道高架水槽 (2003年登録)
- 敬覚寺本堂 (2016年登録)
- 原家住宅奥土蔵 (2016年登録)
- 原家住宅主屋 (2016年登録)
- 原家住宅茶室 (2016年登録)
- 原家住宅土蔵 (2016年登録)
- 原家住宅道具蔵 (2016年登録)
- 原家住宅仏間棟 (2016年登録)
- 原家住宅米蔵 (2016年登録)
- 原家住宅味噌蔵 (2016年登録)
- 原家住宅門 (2016年登録)
- 原家住宅離れ (2016年登録)
- 諸橋家住宅主屋 (2001年登録)
- 諸橋家住宅土蔵 (2001年登録)
- 石本家住宅横門及び脇廻廊 (2007年登録)
- 石本家住宅廻廊 (2007年登録)
- 石本家住宅主屋 (2007年登録)
- 石本家住宅長屋門 (2007年登録)
- 石本家住宅表門及び袖塀 (2007年登録)
- 石本家住宅脇門及び袖塀 (2007年登録)
- 二宮家住宅主屋 (2000年登録)
- 二宮家住宅農舎 (2000年登録)
- 北方文化博物館いはのや (2000年登録)
- 北方文化博物館井戸小屋 (2000年登録)
- 北方文化博物館刈羽民家 (2000年登録)
- 北方文化博物館吉ヶ平民家 (2000年登録)
- 北方文化博物館旧作業場 (2000年登録)
- 北方文化博物館佐度看亭 (2000年登録)
- 北方文化博物館三楽亭 (2000年登録)
- 北方文化博物館主屋 (2000年登録)
- 北方文化博物館集古館 (2000年登録)
- 北方文化博物館常盤荘 (2000年登録)
- 北方文化博物館新座敷 (2000年登録)
- 北方文化博物館積翠庵・是空軒 (2000年登録)
- 北方文化博物館大工場 (2000年登録)
- 北方文化博物館大広間 (2000年登録)
- 北方文化博物館大呂菴 (2000年登録)
- 北方文化博物館帳庫 (2000年登録)
- 北方文化博物館店蔵 (2000年登録)
- 北方文化博物館土蔵門 (2000年登録)
- 北方文化博物館東蔵 (2000年登録)
- 北方文化博物館湯殿 (2000年登録)
- 北方文化博物館銅門及び塀 (2000年登録)
- 北方文化博物館内土蔵 (2000年登録)
- 北方文化博物館塀 (2000年登録)
- 北方文化博物館米蔵 (2000年登録)
- 北方文化博物館味噌蔵 (2000年登録)
- 北方文化博物館門土蔵 (2000年登録)

### 新潟市秋葉区
- 吉田家住宅座敷棟 (2003年登録)
- 吉田家住宅主屋 (2003年登録)
- 吉田家住宅土蔵 (2003年登録)

### 新潟市南区
- 旧白根配水塔 (2018年登録)

### 新潟市西区
- 飯田家住宅土蔵 (2002年登録)
- 中原家住宅主屋 (2018年登録)
- 中原家住宅離れ (2018年登録)
- 中原家住宅表門及び塀 (2018年登録)
- 中原家住宅裏門及び塀 (2018年登録)
- 中原家住宅煉瓦塀  (2018年登録)
- 樋木酒造西酒蔵 (2000年登録)
- 樋木酒造店舗兼主屋 (2000年登録)
- 樋木酒造東酒蔵 (2000年登録)

### 新潟市西蒲区
- 高島屋旧米蔵 (2004年登録)
- 高島屋主屋 (2004年登録)
- 高島屋土蔵 (2004年登録)
- 小松屋旅館奥座敷棟 (2016年登録)
- 小松屋旅館広間棟 (2016年登録)
- 小松屋旅館表座敷棟 (2016年登録)
- 小松屋旅館本館 (2016年登録)
- 妙光寺三重小塔 (2006年登録)
- 妙光寺山門 (2006年登録)
- 妙光寺鐘楼 (2006年登録)

## 長岡市
- 越のむらさき主屋 (2013年登録)
- 越のむらさき土蔵 (2013年登録)
- 越乃雪本舗大和屋店舗兼主屋 (2018年登録)
- 岸家住宅主屋 (2006年登録)
- 願興寺経蔵 (2006年登録)
- 機那サフラン酒製造本舗土蔵 (2006年登録)
- 機那サフラン酒製造本舗主屋、離れ座敷、衣装蔵、調整蔵、醸造蔵、道具蔵、一号倉、米蔵、シチレン蔵、石垣 (2021年登録)
- 吉乃川酒造常倉 (2011年登録)
- 旧中島浄水場ポンプ室棟 (2013年登録)
- 旧中島浄水場監視室棟 (2013年登録)
- 旧中島浄水場予備発電機室棟 (2013年登録)
- 高橋酒造煙突 (2006年登録)
- 高橋酒造新蔵 (2006年登録)
- 秋山孝ポスター美術館長岡本館（旧長岡商業銀行宮内支店） (2016年登録)
- 諸橋家住宅主屋 (2007年登録)
- 松籟閣（旧平澤家住宅）応接棟 (2003年登録)
- 松籟閣（旧平澤家住宅）主屋 (2003年登録)
- 松籟閣（旧平澤家住宅）寝室棟 (2003年登録)
- 松籟閣（旧平澤家住宅）表門 (2003年登録)
- 新潟県立長岡高等学校（旧制長岡中學校）正門 (2011年登録)
- 水道タンク (1998年登録)
- 星野本店三階蔵 (2013年登録)
- 星六土蔵 (2013年登録)
- 石動神社拝殿 (2006年登録)
- 石動神社本殿 (2006年登録)
- 蒼柴神社拝殿 (2006年登録)
- 蒼柴神社本殿 (2006年登録)
- 大橋家住宅主屋 (2011年登録)
- 地蔵堂 (2006年登録)
- 長谷川酒造主屋 (2013年登録)
- 長福寺山門 (2006年登録)
- 長福寺本堂 (2006年登録)
- 巴ヶ丘もみじ公園巴ヶ丘山荘 (2015年登録)
- 木間家住宅蔵 (2007年登録)
- 木間家住宅納屋 (2007年登録)

## 三条市
- つるがや店舗兼主屋 (2016年登録)
- 遠人村舎 (2014年登録)
- 旧外山虎松商店店舗兼主屋 (2015年登録)
- 旧今井家住宅新館 (2013年登録)
- 旧新光屋米店精米所 (2014年登録)
- 旧新光屋米店店舗兼主屋 (2014年登録)
- 三条市水道局大崎浄水場１号・２号及び３号緩速ろ過池 (2011年登録)
- 三条市水道局大崎浄水場旧番宅 (2011年登録)
- 三条市水道局大崎浄水場事務室棟 (2011年登録)
- 三条市水道局大崎浄水場取水ポンプ場ポンプ室 (2011年登録)
- 三条市水道局大崎浄水場取水ポンプ場門 (2011年登録)
- 三条市水道局大崎浄水場洗砂場 (2011年登録)
- 三条市水道局大崎浄水場送水ポンプ室 (2011年登録)
- 三条市水道局大崎浄水場着水井（送水井） (2011年登録)
- 三条市水道局大崎浄水場調整池 (2011年登録)
- 三条市水道局大崎浄水場配水池 (2011年登録)
- 三条市水道局大崎浄水場門 (2011年登録)
- 三条市水道局大崎浄水場量水器室 (2011年登録)
- 三条市歴史民俗産業資料館（旧武徳殿） (2009年登録)
- 小松酒店店舗兼主屋 (2015年登録)
- 嵐渓荘緑風館 (2012年登録)

## 柏崎市
- ギャラリー十三代目長兵衛 (2005年登録)
- 吉田家住宅主屋 (2013年登録)
- 宮川神社拝殿及び幣殿 (2014年登録)
- 宮川神社本殿 (2014年登録)
- 喬柏園（旧柏崎公会堂） (2007年登録)
- 極楽寺経蔵 (2011年登録)
- 極楽寺庫裏 (2011年登録)
- 極楽寺山門 (2011年登録)
- 極楽寺書院 (2011年登録)
- 極楽寺鐘楼 (2011年登録)
- 極楽寺本堂 (2011年登録)
- 武田家住宅主屋 (2018年登録)
- 武田家住宅土蔵 (2018年登録)
- 六宜閣松風庵 (2005年登録)
- 六宜閣本館 (2005年登録)

## 新発田市
- 吉原写真館 (2017年登録)
- 顕法寺本堂 (2017年登録)
- 三光寺本堂 (2017年登録)
- 石崎家住宅（石泉荘）茶室 (2007年登録)
- 石崎家住宅（石泉荘）離れ座敷 (2007年登録)
- 長徳寺庫裏 (2017年登録)
- 長徳寺行在所 (2017年登録)
- 長徳寺山門及び塀 (2017年登録)
- 長徳寺鐘楼 (2017年登録)
- 長徳寺本堂 (2017年登録)
- 平久呉服店店舗兼主屋 (2017年登録)

## 小千谷市
- おっこの木主屋 (2016年登録)
- 割烹東忠上の蔵 (2015年登録)
- 割烹東忠別館 (2015年登録)
- 割烹東忠本館 (2015年登録)
- 慈眼寺山門 (2015年登録)
- 潮音寺観音堂 (2018年登録)
- 潮音寺山門 (2018年登録)

## 十日町市
- 星名家住宅雪穴 (2002年登録)
- 西永寺経蔵 (2000年登録)
- 西永寺庫裏及び廊下 (2000年登録)
- 西永寺鐘楼 (2000年登録)
- 西永寺本堂 (2000年登録)
- 西永寺六和亭（旧永徳寺本堂） (2000年登録)
- 第二藤巻医院石垣 (2010年登録)
- 第二藤巻医院本館 (2010年登録)
- 凌雲閣松之山ホテル本館 (2005年登録)

## 村上市

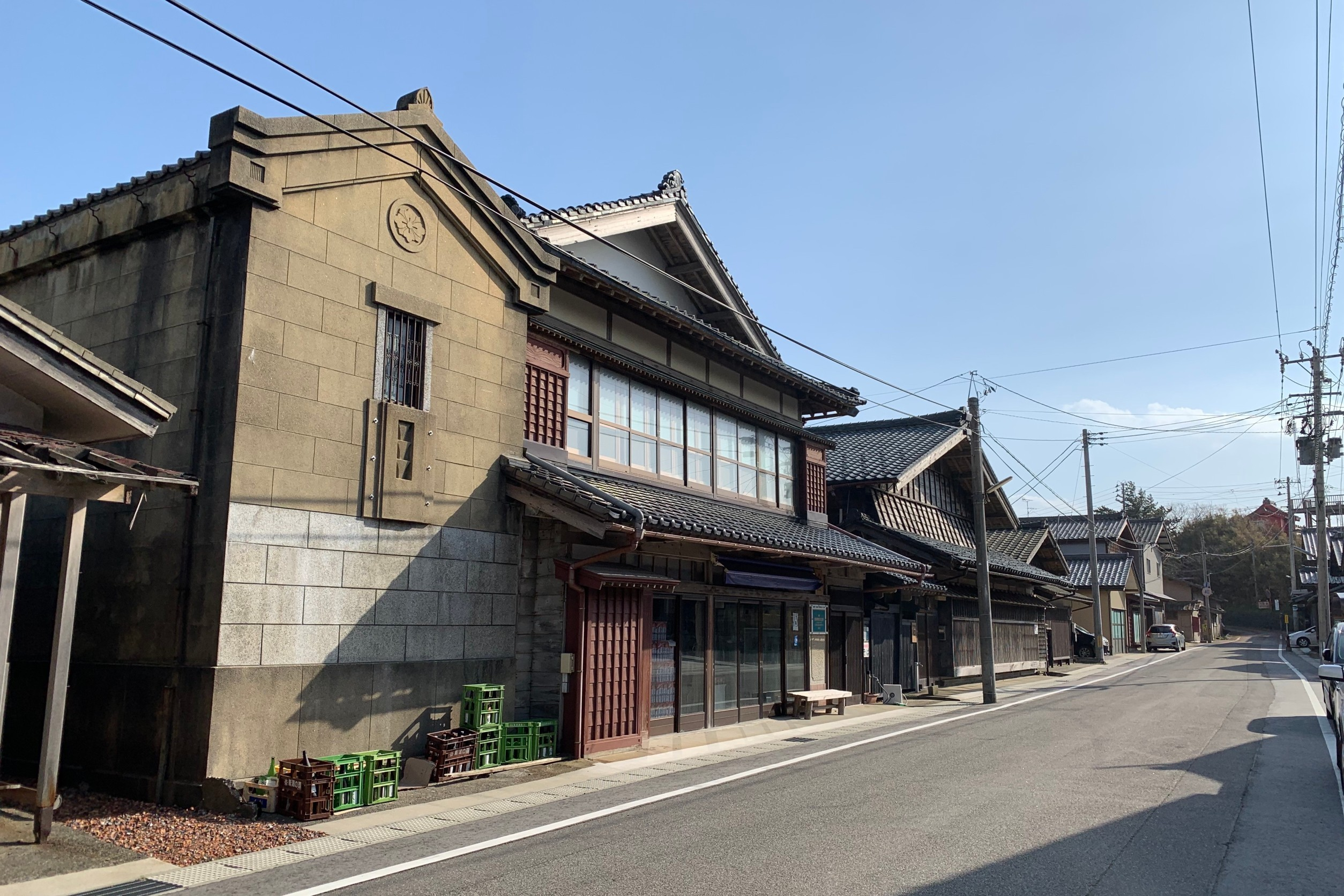
塩谷の瀬賀惣一郎商店店舗兼主屋、倉庫

- ギャラリーやまきち奥の土蔵 (2005年登録)
- ギャラリーやまきち主屋 (2005年登録)
- ギャラリーやまきち土蔵 (2005年登録)
- 井筒屋旅館主屋 (2007年登録)
- 益甚酒店主屋及び酒蔵 (2003年登録)
- 益甚酒店店舗 (2003年登録)
- 益甚酒店土蔵 (2003年登録)
- 割烹吉源主屋 (2005年登録)
- 割烹吉源土蔵 (2005年登録)
- 吉川家住宅主屋 (1999年登録)
- 吉川家住宅店舗 (2003年登録)
- 吉川家住宅土蔵 (1999年登録)
- 旧第四銀行村上支店長住宅主屋 (2003年登録)
- 旧野澤豊五郎醸造下蔵 (2016年登録)
- 旧野澤豊五郎醸造醤油蔵 (2016年登録)
- 旧野澤豊五郎醸造前蔵 (2016年登録)
- 山上染物店主屋 (2007年登録)
- 瀬賀惣一郎商店倉庫 (2016年登録)
- 瀬賀惣一郎商店店舗兼主屋 (2016年登録)
- 早撰堂菓子店主屋 (2005年登録)
- 早撰堂菓子店西土蔵 (2005年登録)
- 早撰堂菓子店東土蔵 (2005年登録)
- 板垣工務店温出保養所主屋 (2001年登録)
- 板垣工務店温出保養所倉庫 (2001年登録)
- 野澤家住宅主屋 (2016年登録)
- 野澤食品工業株式会社店舗兼主屋 (2016年登録)

## 燕市

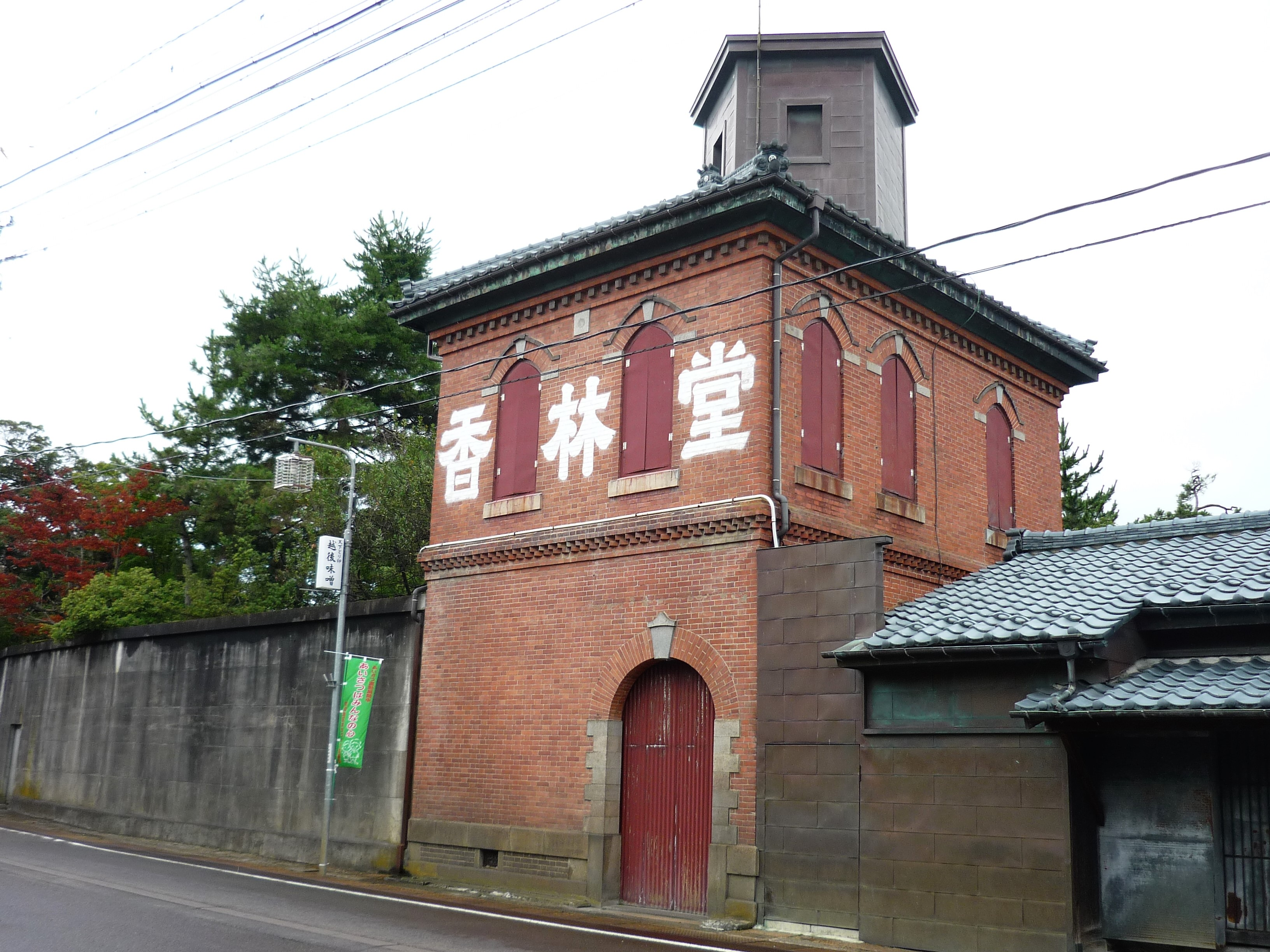
今井家住宅西洋館

- 燕市旧浄水場配水塔 (2013年登録)
- 旧今井銀行店舗 (2014年登録)
- 玉川堂雁木 (2008年登録)
- 玉川堂鍛金場 (2008年登録)
- 玉川堂店舗 (2008年登録)
- 玉川堂土蔵 (2008年登録)
- 今井家住宅主屋 (2014年登録)
- 今井家住宅新座敷 (2014年登録)
- 今井家住宅西洋館 (2014年登録)
- 大河津分水洗堰 (2002年登録)[2]

## 糸魚川市
- 岩﨑家住宅主屋 (2015年登録)
- 岩﨑家住宅土蔵 (2015年登録)
- 旧高野寫眞舘（高野家住宅主屋） (2009年登録)
- 谷村家住宅主屋 (1999年登録)
- 谷村家住宅土蔵 (1999年登録)
- 木地屋民俗資料館 (2002年登録)

## 妙高市
- クズレ沢斜路工 (2003年登録)
- 関山神社宮殿 (2018年登録)
- 関山神社本殿・幣殿・拝殿 (2018年登録)
- 西野谷用水路 (2003年登録)
- 日影沢一号床固工 (2003年登録)
- 日影沢上流域床固工 (2003年登録)
- 日影沢中流域床固工 (2003年登録)
- 万内川一号堰堤 (2003年登録)
- 万内川三号堰堤 (2003年登録)
- 万内川四号堰堤 (2003年登録)
- 万内川七号及び八号堰堤 (2003年登録)
- 万内川十一号堰堤 (2003年登録)
- 万内川十号堰堤 (2003年登録)
- 万内川十三号堰堤 (2003年登録)
- 万内川十四号堰堤 (2003年登録)
- 万内川十二号堰堤 (2003年登録)
- 万内川六号堰堤 (2003年登録)

## 五泉市
- 伊藤家住宅家財蔵及び計量場 (2005年登録)
- 伊藤家住宅三階土蔵 (2005年登録)
- 伊藤家住宅主屋 (2005年登録)
- 伊藤家住宅納屋 (2005年登録)
- 伊藤家住宅表門及び内塀 (2005年登録)
- 伊藤家住宅米蔵 (2005年登録)
- 坂田家住宅古土蔵 (2011年登録)
- 坂田家住宅主屋 (2011年登録)
- 坂田家住宅新倉 (2011年登録)
- 坂田家住宅堆肥舎 (2011年登録)
- 坂田家住宅土蔵 (2011年登録)
- 慈光寺回廊 (2012年登録)
- 慈光寺虚空蔵堂 (2012年登録)
- 慈光寺経蔵 (2012年登録)
- 慈光寺庫裏 (2012年登録)
- 慈光寺山門 (2012年登録)
- 慈光寺禅堂及び衆寮 (2012年登録)
- 慈光寺本堂 (2012年登録)
- 新潟県立村松高等学校（旧新潟県立工業学校）正門 (2008年登録)

## 上越市
- 鴨井家住宅主屋 (2017年登録)
- 鴨井家住宅土蔵 (2017年登録)
- 岩乃原葡萄園第一號石蔵 (2008年登録)
- 旧横尾義智家雪室 (2005年登録)
- 旧小林古径邸 (2005年登録)
- 旧川上小学校体育館 (2012年登録)
- 旧中澤家住宅離れ（平出修旧居） (2004年登録)
- 旧飯田家住宅主屋 (2014年登録)
- 幸村家住宅主屋 (2012年登録)
- 高田世界館 (2011年登録)
- 高田別院鐘楼 (2015年登録)
- 高田別院大門 (2015年登録)
- 高田別院塀 (2015年登録)
- 高田別院本堂 (2015年登録)
- 善徳寺経堂 (2015年登録)
- 大鋸町ますや主屋 (2012年登録)
- 瀧本家住宅離れ（懐徳亭） (2012年登録)
- 白田家住宅主屋 (2014年登録)
- 麻屋高野店舗兼主屋 (2012年登録)
- 麻屋高野土蔵 (2012年登録)
- 料亭宇喜世東門 (2008年登録)
- 料亭宇喜世北門 (2008年登録)
- 料亭宇喜世本館 (2008年登録)
- 楞厳寺山門 (2011年登録)
- 楞厳寺本堂 (2011年登録)
- 髙橋あめや主屋 (2004年登録)

## 阿賀野市
- 環翠楼大正の間 (2016年登録)
- 清廣館本館 (2015年登録)
- 石井家住宅御小休所御門 (2017年登録)
- 石井家住宅主屋 (2017年登録)

## 佐渡市
- 喜八屋旅館旧館 (2006年登録)
- 喜八屋旅館石蔵 (2006年登録)
- 喜八屋旅館別館（裏三階） (2006年登録)
- 旧相川拘置支所居房棟 (2006年登録)
- 旧相川拘置支所事務所棟 (2006年登録)
- 旧相川拘置支所炊事・倉庫棟 (2006年登録)
- 旧相川拘置支所門及び塀 (2006年登録)
- 旧相川税務署書庫 (2009年登録)
- 旧相川税務署石積 (2009年登録)
- 旧相川税務署本館 (2009年登録)
- 旧相川税務署門及び袖塀 (2009年登録)
- 松榮家住宅オモ蔵 (2015年登録)
- 松榮家住宅主屋 (2015年登録)
- 松榮家住宅新蔵 (2015年登録)
- 森医院家財蔵 (2006年登録)
- 森医院外便所 (2006年登録)
- 森医院主屋 (2006年登録)
- 森医院中門 (2006年登録)
- 森医院納屋 (2006年登録)
- 森医院病院棟 (2006年登録)
- 森医院味噌蔵 (2006年登録)
- 森医院門 (2006年登録)
- 世尊寺家財蔵 (2006年登録)
- 世尊寺書院 (2006年登録)
- 世尊寺赤門 (2006年登録)
- 世尊寺表門 (2006年登録)
- 世尊寺宝蔵 (2006年登録)
- 世尊寺本堂 (2006年登録)
- 正法寺観音堂 (2011年登録)
- 正法寺護国蔵 (2011年登録)
- 正法寺山門 (2011年登録)
- 正法寺鐘楼 (2011年登録)
- 正法寺蔵 (2011年登録)
- 正法寺本堂 (2011年登録)
- 長谷寺奥の院 (2009年登録)
- 長谷寺廻廊及び札所 (2008年登録)
- 長谷寺観音堂 (2009年登録)
- 長谷寺経蔵 (2009年登録)
- 長谷寺庫裏 (2008年登録)
- 長谷寺護摩堂 (2008年登録)
- 長谷寺寺務所 (2008年登録)
- 長谷寺鐘堂 (2008年登録)
- 長谷寺仁王門 (2009年登録)
- 長谷寺中之蔵 (2008年登録)
- 長谷寺内門 (2009年登録)
- 長谷寺米蔵 (2008年登録)
- 長谷寺宝蔵 (2009年登録)
- 長谷寺本堂 (2008年登録)
- 長谷寺味噌蔵 (2008年登録)
- 北條家住宅家財蔵 (2006年登録)
- 北條家住宅長屋門 (2006年登録)
- 北條家住宅米蔵 (2006年登録)
- 北條家住宅味噌蔵 (2006年登録)
- 本光寺鐘楼 (2008年登録)
- 本光寺大門 (2008年登録)
- 本光寺塀 (2008年登録)
- 本光寺本堂 (2008年登録)
- 蓮華峰寺客殿 (2002年登録)
- 蓮華峰寺経蔵 (2002年登録)
- 蓮華峰寺御霊屋覆屋 (2002年登録)
- 蓮華峰寺護摩堂 (2002年登録)
- 蓮華峰寺鐘楼堂 (2002年登録)
- 蓮華峰寺仁王門 (2002年登録)
- 蓮華峰寺台徳院御霊屋 (2002年登録)
- 蓮華峰寺大門 (2002年登録)
- 蓮華峰寺地蔵堂 (2002年登録)
- 蓮華峰寺唐門 (2002年登録)
- 蓮華峰寺東照宮 (2002年登録)
- 蓮華峰寺独鈷堂 (2002年登録)
- 蓮華峰寺八角堂 (2002年登録)
- 蓮華峰寺八祖堂 (2002年登録)
- 蓮華峰寺密厳堂 (2002年登録)
- 蓮華峰寺無明橋 (2002年登録)

## 魚沼市
- 手仕事てほどき館 (2012年登録)

## 南魚沼市
- 温泉御宿龍言本館(旧松崎家住宅主屋) (2018年登録)
- 鎌倉沢川第一号堰堤 (2015年登録)
- 鎌倉沢川第一号床止 (2015年登録)
- 鎌倉沢川第九号堰堤 (2015年登録)
- 鎌倉沢川第五号堰堤 (2015年登録)
- 鎌倉沢川第二号堰堤 (2015年登録)
- 鎌倉沢川第二十三号床止 (2015年登録)
- 鎌倉沢川第八号堰堤 (2015年登録)
- 鎌倉沢川第六号堰堤 (2015年登録)

## 胎内市
- 荒惣見世蔵 (2017年登録)
- 荒惣店舗兼主屋 (2017年登録)
- 荒惣内蔵 (2017年登録)
- 野澤家住宅主屋 (2007年登録)
- 料亭南都屋 (2017年登録)

## 聖籠町
- 二宮家住宅一号土蔵 (2006年登録)
- 二宮家住宅一号米蔵 (2006年登録)
- 二宮家住宅五号土蔵 (2006年登録)
- 二宮家住宅作業場 (2006年登録)
- 二宮家住宅雑蔵 (2006年登録)
- 二宮家住宅三号土蔵 (2006年登録)
- 二宮家住宅四号土蔵 (2006年登録)
- 二宮家住宅主屋 (2006年登録)
- 二宮家住宅新奥座敷 (2006年登録)
- 二宮家住宅大門及び塀 (2006年登録)
- 二宮家住宅中門及び塀 (2006年登録)
- 二宮家住宅二号土蔵 (2006年登録)
- 二宮家住宅二号米蔵 (2006年登録)
- 二宮家住宅味噌蔵及び飯米蔵 (2006年登録)
- 二宮家住宅涼亭 (2006年登録)

## 弥彦村
- 旧武石家住宅薪小屋 (1998年登録)
- 旧武石家住宅味噌蔵 (1998年登録)
- 旧鈴木家住宅主屋 (2016年登録)
- 旧鈴木家住宅土蔵 (2016年登録)
- 弥彦公園トンネル (2011年登録)
- 彌彦神社一之鳥居 (1998年登録)
- 彌彦神社絵馬殿 (1998年登録)
- 彌彦神社楽舎 (1998年登録)
- 彌彦神社鼓楼 (1998年登録)
- 彌彦神社狛犬 (1998年登録)
- 彌彦神社斎館（旧勅使館） (1998年登録)
- 彌彦神社参集殿（旧拝観所） (1998年登録)
- 彌彦神社伺候所 (1998年登録)
- 彌彦神社手水舎 (1998年登録)
- 彌彦神社祝詞舎 (1998年登録)
- 彌彦神社神符授与所 (1998年登録)
- 彌彦神社神木石柵 (1998年登録)
- 彌彦神社神饌所 (1998年登録)
- 彌彦神社瑞垣・裏門 (1998年登録)
- 彌彦神社制札台 (1998年登録)
- 彌彦神社石橋 (1998年登録)
- 彌彦神社石廊下 (1998年登録)
- 彌彦神社摂社乙子神社 (1998年登録)
- 彌彦神社摂社今山神社 (1998年登録)
- 彌彦神社摂社草薙神社 (1998年登録)
- 彌彦神社二之鳥居 (1998年登録)
- 彌彦神社拝殿 (1998年登録)
- 彌彦神社舞殿 (1998年登録)
- 彌彦神社幣殿 (1998年登録)
- 彌彦神社本殿 (1998年登録)

## 出雲崎町
- 割烹みよや (2003年登録)
- 季節宿國安主屋 (2007年登録)
- 季節宿國安土蔵 (2007年登録)
- 良寛記念館回廊 (2016年登録)
- 良寛記念館管理棟 (2016年登録)
- 良寛記念館展示棟 (2016年登録)

## 湯沢町
- 大源太川第一号砂防堰堤 (2003年登録)

## 関川村
- 平田大六家住宅煙突 (1999年登録)
- 平田大六家住宅主屋 (1999年登録)
- 平田大六家住宅酒蔵 (1999年登録)
- 平田大六家住宅酒母蔵 (1999年登録)
- 平田大六家住宅土蔵 (1999年登録)
- 平田大六家住宅味噌蔵・米蔵 (1999年登録)